# Louise-Anne de Bourbon-Condé
Signature
Louise-Anne de Bourbon-Condé, dite Mademoiselle de Sens puis Mademoiselle de Charolais, est née au château de Versailles le 23 juin 1695 et est morte à l'hôtel de Rothelin-Charolais le 8 avril 1758. Fille de Louis III de Bourbon-Condé et de Louise-Françoise de Bourbon, fille légitimée du roi Louis XIV et de Madame de Montespan, elle est princesse du sang. Bien qu'elle se fut jamais mariée, elle fut la maîtresse de nombreux hommes influents.

## Biographie

### Enfance
Fille de Louis III de Bourbon-Condé, sixième prince de Condé, et de Louise-Françoise de Bourbon, fille légitimée du roi Louis XIV et de Madame de Montespan, Louise-Anne de Bourbon-Condé est née au château de Versailles le 23 juin 1695. Elle fut baptisée en la chapelle royale de Versailles, le 24 novembre 1698, avec sa sœur Louise-Élisabeth de Bourbon-Condé et son frère Louis-Henri de Bourbon-Condé.
Elle fut d'abord titrée « Mademoiselle de Charolais », mais en absence de fille du duc d'Orléans, elle porta le titre de « Mademoiselle » jusqu'en 1726. Elle le perdit puis le reprit en 1728 à la mort de Louise-Marie d'Orléans, décédée alors âgée d'un an seulement. Son père mourut brutalement le 4 mars 1710, passant en carrosse sur le pont Neuf.

### Mariage
Un temps pressentie pour épouser son cousin Louis-Auguste de Bourbon, prince de Dombes, fils du duc du Maine, elle refusa, de même qu'un éventuel mariage avec le duc d'Orléans, quoique la duchesse d'Orléans jugeât cette alliance trop peu prestigieuse. Louise-Anne préféra rester célibataire et mener une vie libre, voire passablement dissolue, son château de La Muette devenant alors un lieu de fêtes galantes et de débauche.

Parmi ses nombreux amants, elle fut la maîtresse du duc de Richelieu dans la période suivant la conspiration de Cellamare, dans laquelle le duc avait été impliqué, tout comme sa tante la duchesse du Maine. Elle aimait à recevoir ses amants nue, sous un vêtement de moine cordelier, habit qu'elle pouvait ôter plus rapidement qu'une robe de cour. Elle inspira à Voltaire, ami du duc de Richelieu ces quelques vers :
Frère ange de Charolois

Dis nous par quelle aventure

Le cordon de Saint François

Sert à Vénus de ceinture
Peu soucieuse du scandale, mais désireuse de jouer un rôle politique, elle détourna son cousin Louis XV, de quinze ans son cadet, de ses devoirs conjugaux et chercha à le pourvoir en maîtresses, si bien que le comte d'Argenson l'appela « la maquerelle royale ». C'est notamment, selon tout vraisemblance, par son entremise que la comtesse de Mailly, femme effacée, devient la première maîtresse puis première favorite de Louis XV.

### Fortune

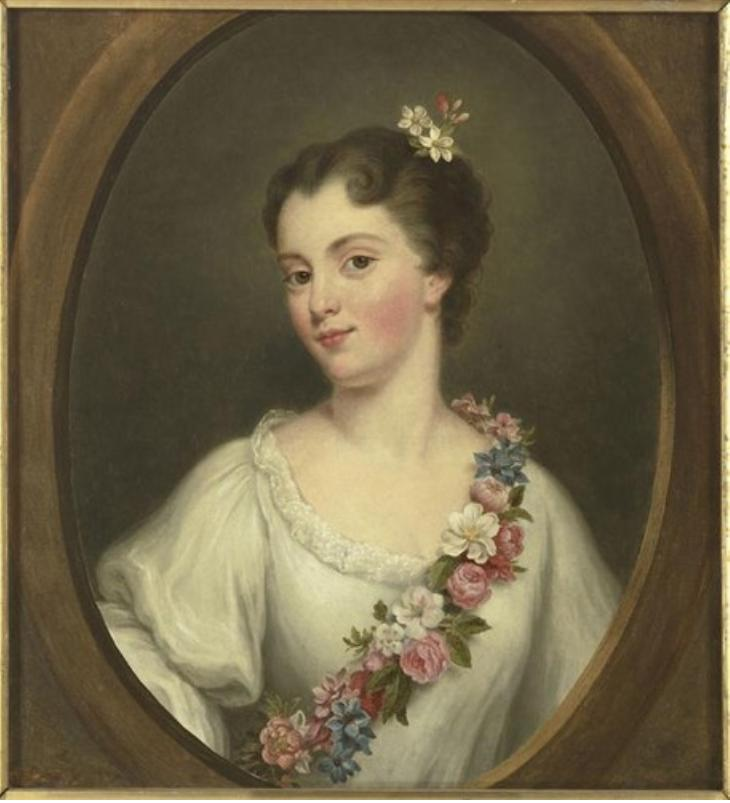
Louise Anne de Bourbon, Mademoiselle de Charolais par Alexandre-François Caminade, 1840.

Louise-Anne possédait plusieurs domaines. En 1735, elle achète l'hôtel de Rothelin-Charolais, qui devient son hôtel particulier parisien. En 1740, elle vendit la terre de Vallery où tous les membres de la famille Condé avaient été inhumés. Elle possédait divers châteaux comme celui d'Athis en banlieue parisienne. Elle vendit les terres de Charolais au roi et obtint celles de Palaiseau, ce qui augmenta encore sa fortune et son patrimoine immobilier.

### Décès
Louise-Anne meurt à Paris, en son hôtel de Rothelin-Charolais, le 8 avril 1758, âgée de soixante-deux ans. Elle fut inhumée au couvent des Carmélites du Faubourg Saint-Jacques. Ses sœurs Marie-Anne de Bourbon-Condé et Élisabeth-Alexandrine de Bourbon-Condé fut également enterrées à ses côtés.

## Titulature
- 23 juin 1695 — 6 mai 1706 : Son Altesse Sérénissime Mademoiselle de Sens, princesse du sang de France ;
- 6 mai 1706 — 8 avril 1758 : Son Altesse Sérénissime Mademoiselle de Charolais, princesse du sang de France.